# آلی استرندر
آلی استرندر (انگلیسی: Allie Ostrander؛ زادهٔ ۲۴ دسامبر ۱۹۹۶) ورزشکار دو و میدانی اهل ایالات متحده آمریکا است.